# Kummerow (Schwedt/Oder)
Die an der Welse gelegene vormals selbständige Gemeinde Kummerow wurde am 1. Januar 1998 in das Gebiet der Stadt Schwedt/Oder eingegliedert und ist damit der nordwestlichste Ortsteil von Schwedt (Brandenburg).
Auf einer Anhöhe wurde hier in den 1970er Jahren eine vollständig erhaltene Graburne mit dem dazugehörigen Leichenbrand, den Resten von zwei Beigefäßen und dem Eisenschmuck gefunden. Die Urne entstammt der Eisenzeit (600 v. Chr. bis 0) und kam nach Angermünde ins Museum. Bis 1945 war Kummerow ein Bestandteil der preußischen Provinz Pommern.
Die Romane des Schriftstellers Ehm Welk: Die Heiden von Kummerow und Die Gerechten von Kummerow haben nichts mit dem Ort direkt zu tun; da der Autor aus dem nicht weit entfernten Biesenbrow (heute Ortsteil der Stadt Angermünde) kam, könnten sich seine Geschichten aber auch hier abgespielt haben.